# Гайспольсайм
Гайспольсайм (фр. Geispolsheim [gaɪspɔlsaɪm]) — коммуна на северо-востоке Франции в регионе Гранд-Эст (бывший Эльзас — Шампань — Арденны — Лотарингия), департамент Нижний Рейн, округ Страсбур, кантон Ленгольсайм. До марта 2015 года коммуна являлась административным центром одноимённого упразднённого кантона (округ Страсбур-Кампань).

## Географическое положение
Коммуна расположена на расстоянии около 390 км на восток от Парижа и в 11 км юго-западнее Страсбура.
Площадь коммуны — 21,95 км², население — 7073 человека (2006) с тенденцией к росту: 7133 человека (2013), плотность населения — 325,0 чел/км².

## Население
Население коммуны в 2011 году составляло 7116 человек, в 2012 году — 7124 человека, а в 2013-м — 7133 человека.
| 1962 | 1968 | 1975 | 1982 | 1990 | 1999 | 2006 | 2008 | 2011 | 2012 | 2013 |
| ---- | ---- | ---- | ---- | ---- | ---- | ---- | ---- | ---- | ---- | ---- |
| 3672 | 3758 | 4625 | 4712 | 5546 | 7031 | 7073 | 7061 | 7116 | 7124 | 7133 |

Динамика населения:

## Экономика
В 2010 году из 4647 человек трудоспособного возраста (от 15 до 64 лет) 3430 были экономически активными, 1217 — неактивными (показатель активности 73,8 %, в 1999 году — 72,5 %). Из 3430 активных трудоспособных жителей работали 3230 человек (1709 мужчин и 1521 женщина), 200 числились безработными (103 мужчины и 97 женщин). Среди 1217 трудоспособных неактивных граждан 459 были учениками либо студентами, 422 — пенсионерами, а ещё 336 — были неактивны в силу других причин.

## Достопримечательности (фотогалерея)
- На улице
- Костюмированное шествие (Октоберфест, 2012)
- Церковь святой Маргариты
- Интерьер церкви, вид на алтарь
- Алтарь
- Икона
- Икона святой Себастьян
- Интерьер, вид в сторону органа
- Орган
- Часовня Notre-Dame des Sept Douleurs
- Часовня Notre-Dame des Sept Douleurs
- Интерьер часовни
- Статуя
- Икона «Résurrection du Christ»
- Старое здание
- Старое здание
- Старое здание
- Старое здание
- Старое здание
- Старое здание
- Старое здание
- Старое здание
- Старое здание